# Schellingwoude
Schellingwoude est un village néerlandais. Jusqu'en 1857, le village était une commune indépendante, année où il est devenu une partie de la municipalité Ransdorp qui a fusionné le 1er janvier 1921 dans la municipalité d'Amsterdam.
Le nom du village viendrait d'une forêt qui aurait été entre le Zuiderzee et Waterland, celle-ci ayant disparu dans l'inondation de la Sainte-Élisabeth en 1421. Selon une autre hypothèse, ce serait à cause de la pièce de monnaie Schelling.

## Référence
- (nl) Cet article est partiellement ou en totalité issu de l’article de Wikipédia en néerlandais intitulé « Schellingwoude » (voir la liste des auteurs).